# Riccardo Muti
Riccardo Muti (Napels, 28 juli 1941) is een Italiaans dirigent, tevens bekend als muzikaal directeur van het Teatro alla Scala in Milaan (1986 - 2005).
Muti won de Cantelli Prijs voor jonge dirigenten in 1967. Een jaar later werd hij aangesteld als leider van Maggio Musicale Fiorentino. Vanaf begin jaren zeventig stond Muti regelmatig voor het Philharmonia Orchestra; na het vertrek van Otto Klemperer werd hij benoemd tot eerste dirigent van dat orkest.
Van 1980 tot 1992 had Muti de leiding over het Philadelphia Orchestra, waarmee hij een aantal internationale tournees deed. Daarnaast stond hij als gastdirigent voor de Berliner Philharmoniker en de Wiener Philharmoniker. In 1993, 1997, 2000, 2004, 2018, 2021 (zonder publiek vanwege COVID-19) en 2025 dirigeerde hij laatstgenoemd orkest tijdens het Nieuwjaarsconcert.
Op 16 maart 2005 stemden orkest en staf van het Teatro alla Scala voor een motie van wantrouwen tegen Muti. Hieraan ten grondslag lag een geschil tussen Muti en de algemeen directeur Carlo Fontana, dat had geleid tot het ontslag van Fontana een maand eerder. Op 2 april nam Muti ontslag bij La Scala.
Op 13 oktober 2011 nam Muti in Stockholm de Birgit Nilsson prijs in ontvangst. Hierbij waren ook koning Karel XVI Gustaaf van Zweden en koningin Silvia van Zweden aanwezig. Aan deze prijs is een geldbedrag van 1 miljoen dollar gekoppeld.

## Discografie

### Dvd's
| Dvd's met hitnoteringen in de DVD Top 30 | Datum van verschijnen | Datum van binnenkomst | Hoogste positie | Aantal weken | Opmerkingen               |
| ---------------------------------------- | --------------------- | --------------------- | --------------- | ------------ | ------------------------- |
| Neujahrskonzert 2018                     | 2018                  | 03-02-2018            | 6               | 5            | met Wiener Philharmoniker |

- Bibsys: 99039796
- Biblioteca Nacional de España: XX862705
- Bibliothèque nationale de France: cb13897829f (data)
- Catàleg d'autoritats de noms i títols de Catalunya: 981058602804806706
- CiNii: DA04098641
- Gemeinsame Normdatei: 119165465
- International Standard Name Identifier: 0000 0001 1082 9961
- Library of Congress Control Number: n81023012
- Nationale Bibliotheek van Letland: 000104160
- MusicBrainz: eb458ad6-7070-47af-ad92-968ea0b9dce2
- Bibliotheek van het Japanse parlement: 00713680
- Nationale Bibliotheek van Tsjechië: mzk2004242226
- Nationale bibliotheek van Australië: 36123822
- Nationale Bibliotheek van Israël: 987007424512305171
- Nationale Bibliotheek van Polen: a0000002541097
- Nationale en Universitaire bibliotheek Zagreb: 000069744
- Nederlandse Thesaurus van Auteursnamen: 070324581
- Istituto Centrale per il Catalogo Unico: RAVV089943
- LIBRIS: 302274
- SNAC: w6794rjw
- Système universitaire de documentation: 066989906
- Trove: 1216058
- Virtual International Authority File: 110839517
- WorldCat: E39PBJjmPpFqXChT89kgYjWkXd